# 金和 (清朝)
金和（1818年—1885年），字弓叔、别字亚匏。江宁府上元人。清代后期纪实、讽刺诗人，道光间生员，咸丰、同治间文学家。祖籍松江，迁宛平，金和本人则生于全椒县城。

## 生平
金和小时跟着生母吴氏生活。吴氏为吴敬梓从兄吴檠孙女。金和少年时入两江总督陶澍创办的惜阴书院，师从胡培翚、王煜、冯桂芬、吴存义等大儒。但他因喜欢凭自己喜好作文，在科举上淹蹇无闻，只是一名增生。与寿昌、蔡琳、孙文川合称“白门四隽”。咸丰中太平天国之乱给金和的生活带来了极大的创伤，几乎家破人亡。期间，金和曾佯与太平军通好，计划做清军的内应，一度让官军假装商人入城，但没能起到很大作用。后来金和辗转至广州、潮州等地，凭着文笔过活。同治十二年，入唐廷枢上海招商局工作，最终病逝于上海。有《秋蟪吟馆诗钞》存世。
束允泰《金文学小传》云：“（金和）放情诗酒，跌宕自喜，近于狂。”但“不得志，潦倒而亡。”《清史稿·忠义传》张继庚条中有金和附传，称“性兀傲，工诗赋，好声色。纵酒，饮辄数斗。”梁启超《石遗室诗话》说：“亚匏所历危苦，视古之杜少陵，近之郑子尹，盖又过之。其古体，极乎以文为诗之能事，而一种沈痛惨淡阴黑气象,又过乎少陵、子尹。”在《清代学术概论》中，梁启超将金和与黄遵宪、康有为并列，称三人“（诗文）元气淋漓，卓然称大家”云云。金和诗如《痛定篇十三首》详细地以诗歌的体裁记录了太平天国攻陷金陵的全过程，故亦有“诗史”之誉。胡适在《五十年来中国之文学》中说：“（金和的诗）能在这五十年的诗界里占一个很高的地位。”这些评论，基本是对金和的论定。